# 사우스 멜버른 FC

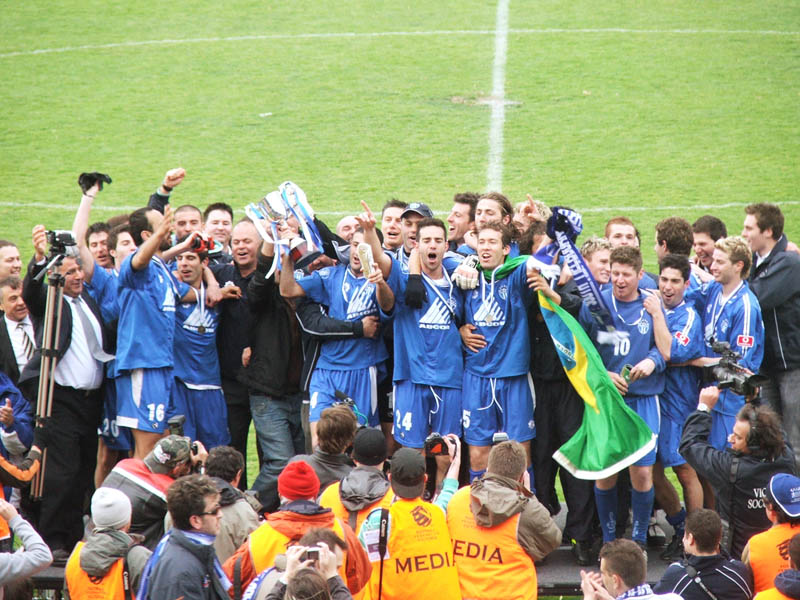

사우스 멜버른 FC(영어: South Melbourne Football Club)는 오스트레일리아의 멜버른 남부 교외 앨버트 파크를 연고지로 하는 세미프로 축구 클럽이다.
1959년에 멜버른에 형성된 그리스계 오스트레일리아인 공동체의 지원을 통해 사우스 멜버른 헬라스(South Melbourne Hellas)라는 이름으로 창설되었다. 1960년에는 빅토리아주 북부 디비전 시즌에서 우승을 차지했고 1962년부터 1976년까지 빅토리아주 축구 리그에서 7회 우승(1962, 1964, 1965, 1966, 1972, 1974, 1976)을 달성했다.
1977년부터는 당시 오스트레일리아의 최상위 축구 리그였던 내셔널 사커 리그에 참여했으며 내셔널 사커 리그에서 4회 우승(1984, 1990-91, 1997-98, 1998-99)을 달성했다. 1996년에는 클럽 이름을 사우스 멜버른 레이커스(South Melbourne Lakers)로 변경했지만 미국 전미 농구 협회(NBA) 소속 프로 농구팀인 로스앤젤레스 레이커스와의 법적 분쟁을 빚게 되면서 1999년에 지금과 같은 이름으로 바뀌게 된다.
사우스 멜버른은 오세아니아 클럽 챔피언십(현재의 OFC 챔피언스리그) 1999 시즌에서 우승을 차지했고 브라질에서 개최된 2000년 FIFA 클럽 세계 선수권 대회에서 오세아니아 대표로 참가했다. 2004년에 내셔널 사커 리그가 재정난으로 인해 폐지되면서 사우스 멜버른은 2005년에 빅토리아 프리미어리그로 복귀하게 된다.

## 선수 명단

### 현역
참고: FIFA 자격 규정에 따라 소속된 국가대표팀 국기를 표시합니다. 선수는 복수의 FIFA 비회원국 국적을 가지고 있을 수 있습니다.
| 번호 | 포지션 | 국적 | 이름            |
| ---- | ------ | ---- | --------------- |
| 1    | GK     |      | 하비에르 로페즈 |
| 10   | FW     |      | 나가마츠 렌     |
| 24   | FW     |      | 나우엘 보나다   |

| 번호 | 포지션 | 국적 | 이름 |
| ---- | ------ | ---- | ---- |

## 역대 감독
| 감독                  | 임기        |
| --------------------- | ----------- |
| 류비샤 브로치치       | 1964 ~ 1966 |
| 코스타스 네스토리디스 | 1965 ~ 1967 |
| 류비샤 브로치치       | 1969        |
| 안지 포스테코글루     | 1996 ~ 2000 |